# Відважний моряк
«Відважний моряк» — радянський мальований мультиплікаційний фільм студії «Союзмультфільм» 1936 року.

## Сюжет
За казкою Редьярда Кіплінга.
У морі жив величезний кит, який їв усе, що йому траплялося. Він з'їв усіх риб, крім однієї маленької хитрої рибки, яка вмовила зголоднілого кита спробувати на смак людини. Знайшов кит моряка, що врятувався після корабельної аварії, наздогнав його, розбив пліт, проковтнув людину разом з колодами й вмостився спати на дні. Моряк не розгубився і почав танцювати в шлунку кита, чим викликав його нудоту. Роздратований кит відвіз моряка на рідний берег, де й випустив його назовні на очах у здивованого натовпу. Ідучи, сміливець встановив киту в пащу грати, виготовлені ним з обрізків колод. З того часу у кита вузька ковтка.

## Опис, відгуки та критика
На думку Анісімова І., робота Сутєєва «Відважний моряк» є цікавим досвідом, відрізняється гарною легкістю, характерністю і свіжістю малюнка, живою вигадкою. Герой мультфільму моряк знову з'являється в іншому мультфільмі студії «Союзмультфільм» за казкою Редьярда Кіплінга — Чому у носорога шкура в складках? ". Як один з перших фільмів студії «Союзмультфільм», стрічка «Відважний моряк» мало відрізнялася від численної продукції Кіностудії № 5 і продовжувала її традиції..На думку Карпова А. та Кравченка Ф., у стрічці «Відважний моряк» є ознаки реалістичного змісту, він є позитивним прикладом у цьому сенсі, хоча сюжет фільму, за всіх його рухливості, легкості та дотепності, побудований на відірваному від реального життя, абстрактному матеріалі, носить формальний, умоглядний характер. У фільмі є і тонкий гумор, і сміх, і дотепні рішення сцен, і творча вигадка. Техніка мультиплікаційного виконання, місцями, просто блискуча. На думку Іванова-Вано І. П., слабкі художні якості восьми мультиплікаційних стрічок, знятих під керівництвом Віктора Смирнова в 1934—1936 роках, включаючи фільм «Відважний моряк», були викликані не тільки тим, що Смирнов не мав режисерських якостей, а й тим, що Головне управління кінофотопромисловості підтримало творчо знеплодило всіх, хто працював у студії Смирнова, вимога знімати фільми у встановлений термін (два-три місяці).
На думку Волкова А., із восьми фільмів, знятих за два роки під керівництвом Віктора Смирнова, запам'ятовується лише «Відважний моряк», та й то лише тому, що його автором сценарію та художником був Володимир Сутеєв. На думку Мігунова Є. Т., сповнений гумору та музики мультфільм «Відважний моряк» багато в чому виграв, завдяки участі в ньому Бориса Дежкіна — постійного та незамінного партнера-мультиплікатора Володимира Сутєєва.
На думку Капкова З. В., єдиний мультфільм Віктора Смирнова, що зберігся, «Відважний моряк» був чи не найпершою роботою новоствореної студії «Союздетмультфільм» (ще навіть без фірмового логотипа) і являв собою кальку з «Морека Попая» Флейшера